# Церковь Святого Варфоломея (Дублин)
Церковь Святого Варфоломея (англ. St Bartholomew's Church) — англиканский приходской храм в Дублине, район Болсбридж. Построен в 1865—1867 годах архитектором Томасом Генри Уяттом в стиле британской неоготики. Находится в подчинении диоцеза Дублина и Глендалу Церкви Ирландии. Известен своей хоровой традицией.

## История
Проект церкви разработан архитектором Томасом Генри Уяттом в 1865 году и выдержан в духе британской неоготики — однонефная базилика с двусекционными трансептами, башней-колокольней над секцией хоров и сдержанным декором Интересно, что при разработке проекта Уятт пытался придать церкви некоторые черты традиционной ирландской архитектуры — например, форма башенки винтовой лестницы, пристроенной с северо-восточного угла колокольни, является аллюзией ирландских «круглых башен».
Церковь заложена в том же 1865 году. Строительство продолжалось два года и в 1867 году состоялось торжественное освящение храма. Внутренние помещения при возведении были покрыты орнаментальными и — в блоке хоров и алтаре — религиозными росписями в стиле, близком византийскому. Пол в здании — мозаичный.

## Орган
Орган церкви был первоначально построен в 1887 году фирмой Gray & Davidson и представлял собой трёхклавиатурный четырёхрегистровый инструмент, полностью занявший специальную пристройку к северу от блока хоров. В 1925 году орган был перестроен, после чего эксплуатировался практически без внешних вмешательств на протяжении почти 40 лет. Очередная модернизация органа была предпринята в 1963 году под руководством Дж. У. Уолкера. При этом количество клавиатур было уменьшено до двух (количество регистров - до трёх), что сильно изменило характеристики органа, но позволило сохранить большинство оригинальных труб и механизмов. В таком виде орган эксплуатировался до 2002 года, когда была проведена масштабная реставрация инструмента. Руководил работами органный мастер из Дублина Тревор Кроув (англ. Trevor Crowe), известный своими работами над органами в Кембридже и Лондоне. 

## Хор церкви
Церковь известна своими богатыми традициями хоровой музыки. Существующий мужской хор, состоящий из хора мальчиков и хора мужчин, является единственным полностью мужским хором приходской церкви в стране. Хор сопровождает по крайней мере одну из воскресных служб (утреннюю или вечернюю). В остальных случаях служба сопровождается либо только хором мужчин, либо хором мужчин в сопровождении хора девочек. Последний был сформирован лишь пять лет назад и в последнее время играет всё более и более заметную роль в регулярных богослужениях церкви, а также периодически проводящихся концертах концертах.
Репертуар хора представлен главным образом экклезиастической хоровой музыкой XVI-XX столетий до настоящего времени. Примечательно, что здание церкви обладает высокими акустическими показателями.

## Часы и колокола
Церковная колокольня располагает набором колоколов, отлитых по большей части в начале XX века. В колокольне также сохранились оригинальные механические часы 1887 года (в 1970-х оборудованы электроприводом), отбивающие четверти часа.